# Efri-Langey
Efri-Langey är en ö i republiken Island.   Den ligger i regionen Västlandet, i den västra delen av landet, 120 km norr om huvudstaden Reykjavík. Arean är 1,3 kvadratkilometer.
Terrängen på Efri-Langey är mycket platt. Den sträcker sig 1,5 kilometer i nord-sydlig riktning, och 2,3 kilometer i öst-västlig riktning.